# Pachyegis brunnea
Pachyegis brunnea är en mossdjursart som först beskrevs av Walter Douglas Hincks 1883.  Pachyegis brunnea ingår i släktet Pachyegis och familjen Stomachetosellidae. Inga underarter finns listade i Catalogue of Life.